# Pays et Merveilles
Pays et Merveilles était une émission de télévision québécoise diffusée à partir du 15 décembre 1952 jusqu'en 1961 à la Télévision de Radio-Canada.
L'Animateur était André Laurendeau qui avec des invités abordait l'histoire et la culture d'un pays différent à chaque semaine.